# Avertin von Tours
Avertin von Tours auch Livertin, Aberdeen, Ybertin und auch Ibertin; (* vielleicht um 1120 in Britannien; † 1180 oder 1189 in Vençay, heute Saint-Avertin) war ein Diakon, Priester und Eremit. In der römisch-katholischen Kirche wird er als Heiliger verehrt. Sein Gedenktag ist der 5. Mai.
Avertin war ein Freund und Schüler des Erzbischofs von Canterbury Thomas Becket, der ihn zum Diakon und Priester weihte und ihn zum Konzil von Tours 1163 mitnahm.
Er begleitete Thomas Becket 1164 nach Frankreich zu König Ludwig VII., wohin der Erzbischof wegen seiner Meinungsverschiedenheiten mit König Heinrich II. von England fliehen musste. 
Zusammen kehrten sie 1170 nach England zurück; am 29. Dezember 1170 wurde Becket in Canterbury ermordet. Avertin kehrte nach Touraine zurück und lebte dort als Einsiedler bis zu seinem Tod.
An seinem Grab in der Kirche von Vencay sollen viele Wunder geschehen sein, die eine große Anzahl von Pilgern anzogen. Der Name des Dorfes wurde im 14. Jahrhundert in Saint-Avertin geändert. 
Er wird bei Kopfschmerz und Ruhr um Hilfe gebeten.